# Żniwna Kopa
Żniwna Kopa – wzgórze (wzniesienie) w paśmie Wzgórz Trzebnickich, o wysokości bezwzględnej 241,0 m n.p.m., położone w Gminie Oborniki Śląskie, powiecie Trzebnickim, województwie Dolnośląskim, w północno-wschodniej części obszaru miasta Oborniki Śląskie. Na niektórych niemieckich mapach historycznych wysokość tego wierzchołka podawana jest na 239,0 m n.p.m..
Żniwna Kopa położona jest pomiędzy miastem Oborniki Śląskie (ale jeszcze w jego granicach administracyjnych), a miejscowością Kuraszków. Po stronie wschodniej masywu znajduje się przełęcz Szarotka oddzielająca to wzgórze od masywu Kowalskiej Góry, czyli według oficjalnej nazwy Obornickiej Góry w ramach grzbietu o nazwie Karoszki, w Kowalskich Górach (Pasmo Kowalskiej Góry). Natomiast po stronie wschodniej położony jest las objęty Parkiem Krajobrazowo-Wypoczynkowym „Grzybek” (park leśny „Grzybek”) z takimi wzniesieniami jak Góra Holtei’a i Grzybek.
Wierzchołek i zachodnia strona masywu zajęta jest obecnie przez zagajniki mieszane, przechodzące dalej w wyżej wspominany las, a strona wschodnia to użytki rolne. Po obu stronach wierzchołka przebiegają napowietrzne linie elektroenergetyczne. Jednakże miejscowy plan zagospodarowania przestrzennego (uchwała Rady Miejskiej w Obornikach Śląskich nr LXIV/507/10 z dnia 28 września 2010 r. w sprawie w sprawie uchwalenia zmiany miejscowego planu zagospodarowania przestrzennego miasta Oborniki Śląskie – uchwała Rady Miejskiej nr 0150/XXXV/258/05) przewiduje na dużej części obszaru Żniwnej Kopy zabudowę mieszkalną jednorodzinną i bliźniaczą z funkcjami uzupełniającymi takimi jak biura, usługi, pracownie artystyczne i inne oraz zabudowę usługową, z siatką ulic osiedlowych.
Nazwa własna wzniesienia – Żniwna Kopa – jest nazwą niestandaryzowaną, gdyż została ustalona i ujęta w państwowym rejestrze nazw geograficznych na podstawie wywiadu terenowego. Odnosi się do ukształtowania terenu określonego jako wzgórze, wzniesienie. W rejestrze tym przypisano jej identyfikator: PRNG – 235591, identyfikator IIP – PL.PZGiK.320.NGRP.235591. Podaje on następujące współrzędne geograficzne punktu głównego wzniesienia: szerokość geograficzna – 51°18'26" N, długość geograficzna – 16°55'53" E.